# Hypochilidae
Famille
Les Hypochilidae sont une famille d'araignées aranéomorphes.

## Distribution

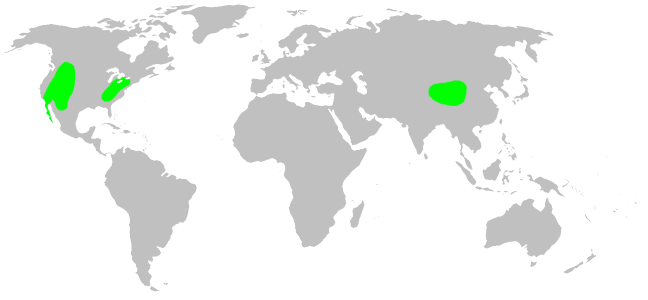
Distribution

Les espèces de cette famille se rencontrent aux États-Unis et en Chine.

## Description

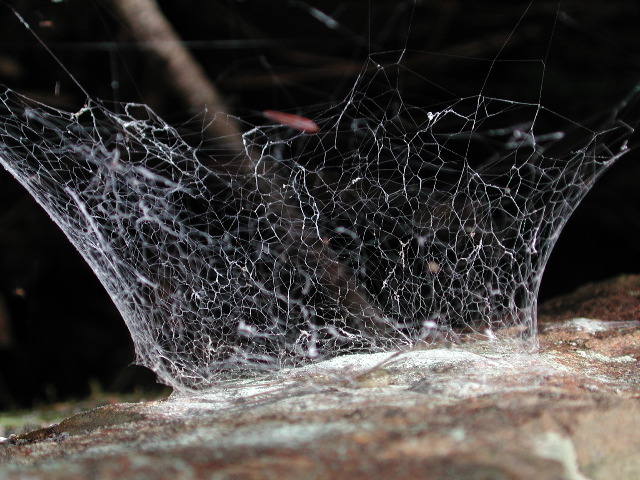
Toile de Hypochilus sp.

## Paléontologie
Cette famille n'est pas connue à l'état fossile.

## Taxonomie
Cette famille rassemble douze espèces dans deux genres.

## Liste des genres
Selon World Spider Catalog (version 13.5, 2013) :
- Ectatosticta Simon, 1892
- Hypochilus Marx, 1888

## Publication originale
- Marx, 1888 : On a new and interesting spider. Entomologica Americana, vol. 4, p. 160-162.